# (20892) MacChnoic
(20892) MacChnoic (2000 WE75) – planetoida z pasa głównego asteroid okrążająca Słońce w ciągu 3,33 lat w średniej odległości 2,23 j.a. Odkryta 20 listopada 2000 roku.